# Kwartierstatenboek
Het Kwartierstatenboek. Verzameling kwartierstaten bijeengebracht ter gelegenheid van de herdenking van het 75-jarig bestaan van het Koninklijk Nederlandsch Genootschap voor Geslacht- en Wapenkunde is een publicatie die in 1958 verscheen, en waarna tot 2000 drie vervolgdelen verschenen.

## Geschiedenis
Op 24 januari 1883 werd het Koninklijk Nederlandsch Genootschap voor Geslacht- en Wapenkunde opgericht, aanvankelijk als leesgezelschap, maar meteen gaf het ook een tijdschrift uit: De Nederlandsche Leeuw. De hier genoemde naam van het genootschap draagt het sinds 1933 toen het 50 jaar bestond. Ter gelegenheid van het 75-jarig bestaan gaf het genootschap deze publicatie uit, waartoe het initiatief was genomen door mr. dr. Leonard de Gou. Bij deze viering werd ook in het Prinsenhof een Genealogisch-heraldische tentoonstelling gehouden (geopend op 21 juni 1958 door staatssecretaris mr. René Höppener) en werd er een gedenkpenning geslagen. Het eerste exemplaar van het boek werd tijdens een jubileumvergadering van het genootschap op 12 juli 1958 door de voorzitter van de samenstellende commissie overhandigd aan de voorzitter van het genootschap.

### Inhoud
De uitgave wordt voorafgegaan door een voorwoord van de voorzitter van het genootschap, jhr. dr. D.P.M. Graswinckel. Daarna wordt in een inleiding, ondertekend door de vier commissieleden die de kwartierstaten bijeenbrachten onder voorzitterschap van De Gou, ingegaan op de plaats van genealogie in het algemeen, kwartierstaten in het bijzonder, en enkele bijdragen.
Kern van de uitgave vormen zo'n 300 kwartierstaten. De eerste twee zijn die van koningin Juliana en prins Bernhard. Daarna volgt die van de eerste voorzitter van de Hoge Raad van Adel, Willem Anne van Spaen la Lecq (1750-1817), die voor de genealogie en voor de Nederlandse adel van grote betekenis is geweest. Daarna volgen kwartierstaten die door leden van het genootschap zelf zijn ingebracht. Sommige leden hebben daarbij een reeks van opvolgende kwartierstaten ingezonden, waarvan die van het Huis Limburg Stirum de omvangrijkste is: die begint met Roland Hugo graaf van Limburg Stirum (1955), zoon van de samensteller van de reeks, en wordt in zeven opeenvolgende staten opgevoerd tot Adolf I van Berg die de vader was van Adolf van Hüvell, voogd van Werden tussen 1052 en 1059.
Behalve van leden van de Nederlandse adel en van leden van geslachten opgenomen in het Nederland's Patriciaat staan er ook staten in van personen die niet tot die twee groepen behoorden, zoals die van Abraham da Costa (1829-1889), zoon van Isaäc da Costa, of van Dingeman Jacobus Oggel (1907-1986), kleinzoon van Dingeman Jacobus Oggel (1847-1916), en diens vrouw, of van mr. Otto Schutte (1938), de latere secretaris van de Hoge Raad van Adel.

### Uitgave
De uitgave verscheen in groot formaat in blauw linnen gebonden. De oplage bedroeg 1000 exemplaren waarvan er 300 met een numerator werden genummerd en bestemd waren voor de medewerkers. De uitgave was bij verschijning te koop bij het genootschap voor ƒ 25 (≈ € 80 nu).

## Kwartierstatenboek 1983
Bij het 100-jarig bestaan in 1983 volgde een tweede, soortgelijke uitgave. Deze telde 532 pagina's en was daarmee nog omvangrijker dan die uit 1958. De samenstellingscommissie, die onder leiding stond van mede-initiatiefnemer mr. A. Snethlage, was eveneens groter. Na het 'Ten geleide' van de voorzitter van het genootschap, mr. L.A.C.A.M. van Rijckevorsel, volgt een uitvoerige inleiding van rijksarchivaris drs. J. Fox die wordt afgesloten met een uitgebreide bibliografie en waarin met name gewezen wordt op het indrukwekkende Een honderdtal Nederlandsche families. Een historische, genealogische en biografische studie over de kwartieren van mr. dr. C.W. Maris zoals in 1946 verscheen van de hand van mr. dr. J.C. Maris, heer van Sandelingenambacht (1904-1984).
De reeks kwartierstaten begint met die van koning-stadhouder Willem III en wordt dan gevolgd door kwartierstaten van alle naoorlogse premiers van Nederland, met als laatste de toenmalige premier Ruud Lubbers. Dan volgen staten die grotendeels zijn ingebracht door leden van het genootschap. Een aantal ervan betreft verbeterde staten van die verschenen in de uitgave van 1958. Ook hierin werd weer de staat opgenomen van een (latere) secretaris van de Hoge Raad van Adel, namelijk van mr. dr. Egbert Jan Wolleswinkel.

## Kwartierstatenboek 1993
Bij het 110-jarig bestaan in 1993 volgde een derde, soortgelijke uitgave. De redactie stond onder leiding van C.E.G. ten Houte de Lange. Deze was aanzienlijk minder omvangrijk dan de eerste twee boeken. Ook hier een 'Ten geleide' van de voorzitter van het genootschap, jhr. mr. Th. Sandberg. Bijzonder was hier dat het begint met de staat van koningin Beatrix waarbij van al haar opvolgende voorouders in kleur het geslachtswapen is afgebeeld. Haar staat wordt gevolgd door die van haar echtgenoot, prins Claus en haar zwager Pieter van Vollenhoven. Daarna zijn die van personen opgenomen zoals ingebracht door leden van het genootschap.

## Kwartierstatenboek 2000
Het vierde en laatste deel in de serie is verschenen "ter gelegenheid van het jaar 2000" en telt 340 pagina's. De opzet was gelijk aan die van de vorige, met dat verschil dat er in deze editie voor het eerst illustraties zoals portretten en wapenafbeeldingen werden opgenomen. De redactie werd gevormd door L.A.F. Barjesteh van Waalwijk van Doorn, B. de Keijzer, A.A. Lutter en J.C.C. de Ruiter. Het Ten Geleide in deze editie is van de hand van Mr Dr. V.A.M. van der Burg, voorzitter van het genootschap.